# Raffaele De Rosa
Raffaele De Rosa, né le 25 mars 1987 à Naples, Italie, est un pilote de moto italien. 

## Biographie
Raffaele De Rosa est un pilote de moto dans la catégorie 125 cm³ (2004 -  2008) et depuis 2009 en 250 cm³. Il a fait ses débuts au Grand Prix de Grande-Bretagne en 2004 sur Honda.

## Carrière en championnat du monde de vitesse moto
- 2004 : Catégorie 125 cm³ - moto Honda - (1 seul Grand Prix)
- 2005 : Catégorie 125 cm³ - moto Aprilia - rang : 23e
- 2006 : Catégorie 125 cm³ - moto Aprilia - rang : 16e
- 2007 : Catégorie 125 cm³ - moto Aprilia - rang : 16e
- 2008 : Catégorie 125 cm³ - moto KTM - rang : 18e
- 2009 : Catégorie 250 cm³ - moto Honda - rang : en cours